# Walter Madelung
Walter Otto Madelung (* 22. Mai 1879 in Bonn; † 1963) war ein deutscher Chemiker aus der Familie Madelung. 

## Leben
Er war der Sohn von Otto Wilhelm Madelung und Bruder von Erwin Madelung und Georg Hans Madelung. Madelung wurde 1905 an der Universität Straßburg promoviert (Über Tetraphenyl-p-xylylen. Beiträge zur Kenntnis des Dimethylenchinons.) und  war Professor an der Albert-Ludwigs-Universität Freiburg. 

## Arbeitsgebiete
Er befasste sich mit Indigo, Dicyanamid, Zusammensetzung von Diphenyl- und Triphenyl-Methanfarbstoffen, Tetraphenylethan-Farbstoffen, Zusammenhang von Struktur und Farbe bei Farbstoffen. Nach ihm ist die Madelung-Indolsynthese (1912) benannt.